# Pionsat
Pionsat település Franciaországban, Puy-de-Dôme megyében. Lakosainak száma 1042 fő (2022. január 1.). Pionsat Marcillat-en-Combraille, Saint-Fargeol, La Cellette, Le Quartier, Saint-Hilaire, Saint-Maigner és Virlet községekkel határos.

## Népesség
A település népességének változása:
| Lakosok száma | 1103 | 1104 | 1127 | 1087 | 1075 | 1062 | 1057 | 1050 | 1042 |
|               | 2013 | 2015 | 2016 | 2017 | 2018 | 2019 | 2020 | 2021 | 2022 |